# Hajen som visste för mycket (musikalbum)
Hajen som visste för mycket är ett album av Galenskaparna och After Shave som släpptes 1989, samtidigt som filmen med samma namn. I filmen medverkar, förutom GAS själva, Charlott Strandberg och Håkan Johannesson i större roller. På skivan medverkar även Lars Berntsson och Elisabet Höglund. Albumet har givits ut på kassettband, LP- och CD-skiva.

## Produktion
- Text och musik: Claes Eriksson
- Arrangemang: Charles Falk
- Sång: Knut Agnred, Charlotte Strandberg, Kerstin Granlund, Anders Eriksson, Per Fritzell, Jan Rippe, Lars Berntsson och Claes Eriksson
- Kör: Peter Rangmar, Charlie Falk, Lim Moberg; Jan Gunér, Pernilla Emme, Katarina Milton med flera

## Låtförteckning
Alla låtar är skrivna av Claes Eriksson.
1. "Haj Haj Haj" – Knut
2. "Om man vill bli rik" – Charlotte (Elisabeth Höglund)
3. "Himmelen har skänkt oss alibi" – Knut och munkkör
4. "Conny Corny" – Charlotte och Kerstin
5. "Sanningens sång" – Anders och Charlotte
6. "Bulle med sylt (Nattklubbsversion)"
7. "Kung av ett sobert kaos" – Per, kör: Pernilla och Katarina med flera
8. "Fashion" – Charlotte
9. "Drömmar som gör ont" – Jan, Per, kör: Peter, Kerstin, Anders
10. "Make Love Not Money" – Lars Berndtsson
11. "Bulle med sylt" – Per, Anders och Claes